# Nicolas Dumont (hockey sur gazon)
Pour les articles homonymes, voir Dumont.
Nicolas Dumont né le 13 décembre 1991, est un joueur de hockey sur gazon français. Il évolue au poste de défenseur au Waterloo Ducks, en Belgique et avec l'équipe nationale française.
Il a représenté la Belgique à 12 reprises entre 2013 et 2014,.

## Carrière

### Coupe du monde
- Top 8 : 2018[5]

### Championnat d'Europe
- Top 8 : 2021

### Hockey Series
- : 2018-2019[6]